# Chevrey
Chevrey est une localité d'Arcenant et une ancienne commune française, située dans le département de la Côte-d'Or et la région Bourgogne-Franche-Comté. La commune a disparu officiellement le 6 juillet 1860 à la suite de son rattachement à la commune de Arcenant.

## Histoire
Par la loi du 6 juillet 1860, la commune de Chevrey est réunie à la commune voisine d'Arcenant.

## Administration
| Période | Période | Identité | Étiquette | Qualité |
| ------- | ------- | -------- | --------- | ------- |
|         |         |          |           |         |

## Démographie
| 1793 | 1800 | 1806 | 1821 | 1831 | 1836 | 1841 | 1846 | 1851 |
| ---- | ---- | ---- | ---- | ---- | ---- | ---- | ---- | ---- |
| 97   | 79   | 83   | 89   | lac. | lac. | lac. | lac. | lac. |

| 1856 | - | - | - | - | - | - | - | - |
| ---- | - | - | - | - | - | - | - | - |
| lac. | - | - | - | - | - | - | - | - |

Histogramme

(élaboration graphique par Wikipédia)